# 국도 제56호선 (미국)

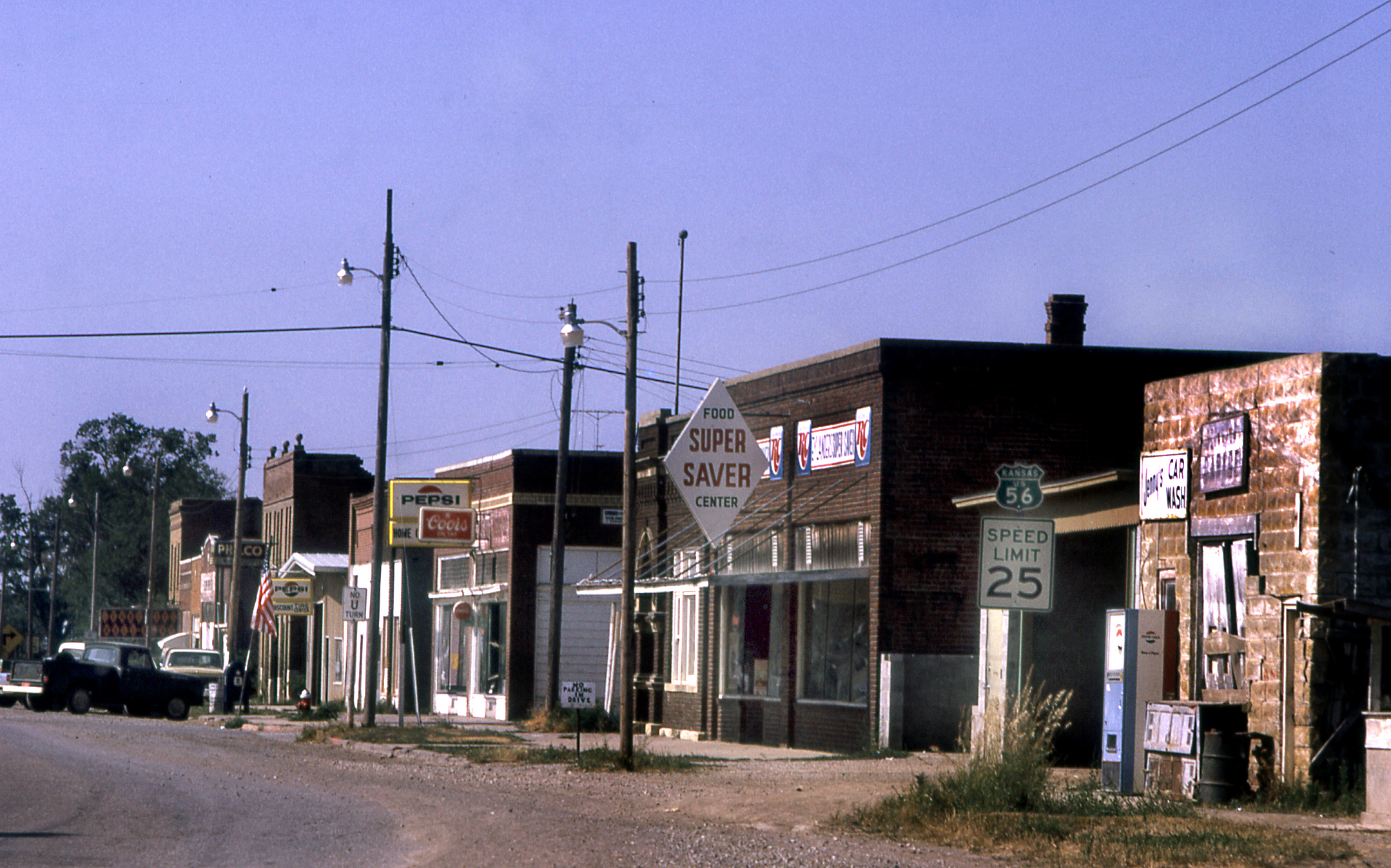
1974년 56번 국도(US 56)가 스크랜턴에 놓여 있는 모습.

국도 제56호선(Route 56)은 미주리주 캔자스시티에서 출발, 뉴멕시코주의 스프링어 (뉴멕시코주)까지 이어주는 총 연장 1,030.382 km(640.25 마일)의 거리를 가진 미국의 일반 국도이다.

## 종단하고 있는 구간
2004년을 기준으로 하여, 56번 국도의 기점은 미주리주 캔자스시티에 있지만, 이 일대에서는 국도 제71호선에 접속하고 있는 것으로 알려졌다. 그리고 종점(서단)은 뉴멕시코주의 스프링어 (뉴멕시코주)에 접촉되어 있는 주간고속도로 제25호선과 접촉하고 있다.

## 통과하는 주
미국 56번 국도는 아래와 같은 주들을 관통하고 있다.
- 미주리주
- 캔자스주
- 오클라호마주
- 뉴멕시코주

## 주요 통과 도시
- 미주리주 캔자스시티
- 캔자스주 도지시티

## 접촉 노선
- 국도 제156호선 (미국)

## 같이 보기
- 국도 제156호선 (미국)